# Alagados
«Alagados» (en español: Inundados) es una canción del grupo de rock brasileño Os Paralamas do Sucesso, perteneciente a su tercer álbum de estudio, Selvagem?, el cual fue lanzado en 1986 bajo el sello EMI. Fue escrita y compuesta por los tres miembros del conjunto.
La canción se clasificó 63 º en la lista de los 100 más grandes canciones brasileñas publicado por la revista Rolling Stone. La versión en español realizada por la banda "Inundados" (aparecida en el recopilatorio "Paralamas", de 1991), tuvo un gran éxito en varias naciones latinoamericanas y es considerada una canción clásica en Argentina y Chile

## Interpretación
La canción hace referencias de las duras realidades de la vida en las favelas de Brasil, más concretamente en Río (como se cita en un verso: a cidade que tem braços Abertos num cartão postal, en español: "y la ciudad, con sus brazos abiertos de tarjeta postal...") durante el período de intensa crisis socio - económica que afectó al país durante la década de 1980. En el coro, la canción nombra la realidad paralela sobre el barrio de Trenchtown en Kingston (Jamaica), poniéndolo en el mismo nivel.
La canción retrata la ciudad de Río de Janeiro como un lugar con "puños" y "niega oportunidades" para sus habitantes más pobres, mientras que esta interpretación puede extenderse a todo el país en ese momento. También se hace referencia a la popularización masiva de dispositivos de Televisiva de ese país en ese período; donde otro verso cita la siguiente frase: A esperança não vem do mar, nem das antenas de tevé, lo que significa en español "la esperanza no está en el mar, ni en las antenas de TV (televisión)". La canción también muestra cómo la fe en Brasil en una mejora de su calidad de vida parece haber terminado casi por completo durante este tiempo.
En "Alagados" Herbert Vianna hace crítica social del capitalismo salvaje. Como telón de fondo utiliza imágenes de grandes situaciones de pobreza instalados en las costas paradisíacas existentes en todo el mundo; como la favela Alagados, en Salvador; la barriada de Trenchtown en Kingston (Jamaica); y la Favela da Maré, en Río de Janeiro. Esta elección es deliberada solo para mostrar el contraste entre la alegría (estas tres ciudades son sinónimo de fiesta) y tristeza (la deprimente situación de los residentes de estos barrios marginales).
En la primera estrofa demuestra que las personas que viven en estas condiciones infrahumanas , Amanecer de un día ya es un gran desafío , ya que despojan al mundo el despertar de las fantasías (sueños) a sus realidades estrechas y miserables aquí ejemplificado por zancos, muelles y trapos . Además , por supuesto , los niños (estos conglomerados invariable el número de niños es enorme, que son las principales víctimas de negligencia).
En la segunda estrofa, para asegurar la insensibilidad de las autoridades, Herbert utiliza una imagen fuerte: la figura del Cristo Redentor con los brazos abiertos, utilizada como símbolo de bienvenida, pero que en realidad es una falacia, porque la triste realidad de las personas muestra que la ciudad (la sociedad), además de no recibirlos, los abandonaron a su suerte.
En los dos últimos versos muestra que es necesario tener fe (el arte de vivir con fe), sino que también muestra su escepticismo sobre las autoridades y la burguesía (y sin saber con fe en qué).

## Video
El vídeo musical de "Alagados" muestra escenas de casas ilegalmente hechas, recicladores/as de basura, vendedores ambulantes y personas sin hogar. También muestra a la banda atravesando el escenario de las favelas de Río de Janeiro mientras son buscados por la policía.
- voz